# دانشگاه کلمسون

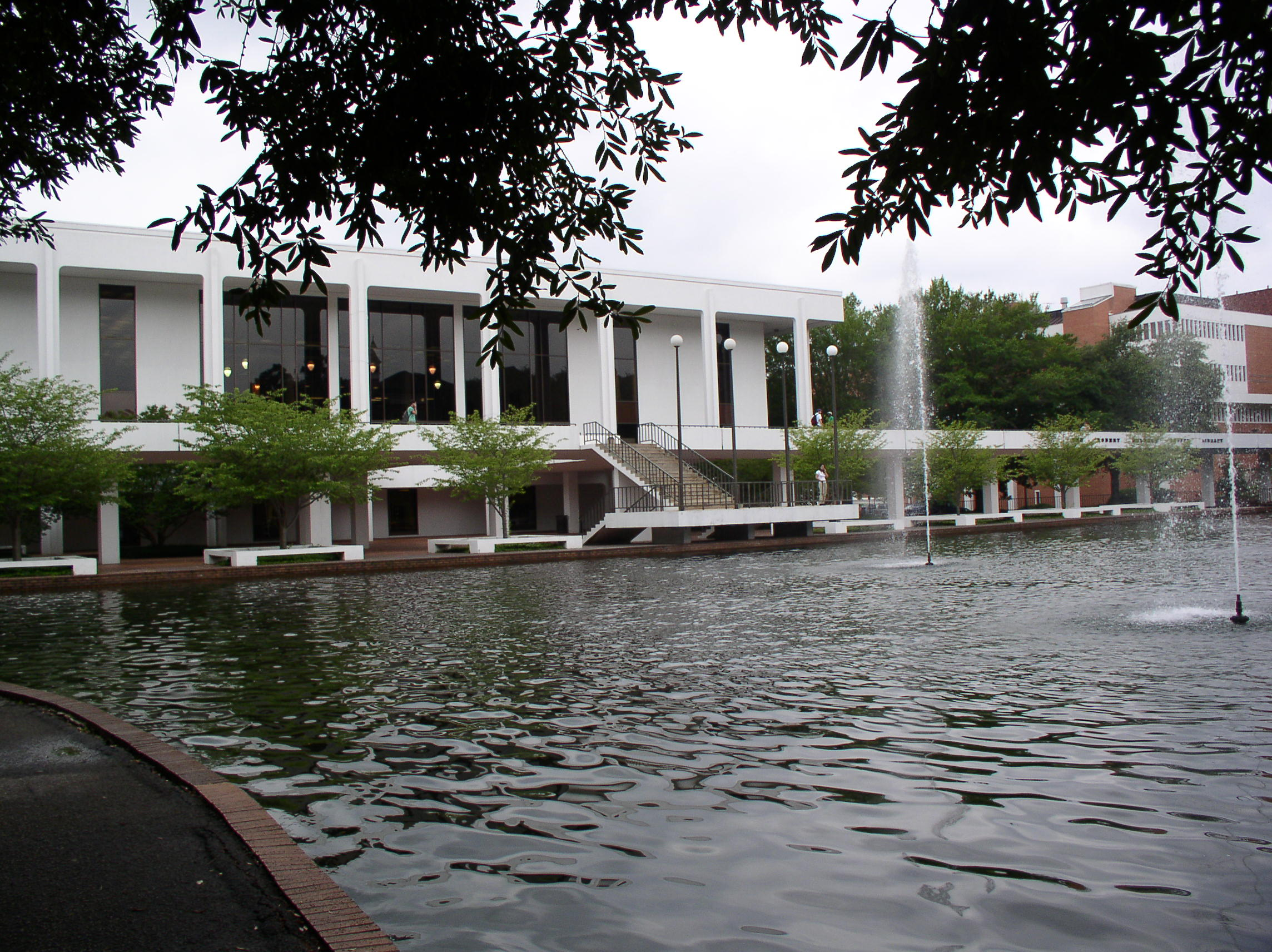
کتابخانه «کوپر»

دانشگاه کلمسون (به انگلیسی: Clemson University) دانشگاهی پژوهش‌محور و دولتی در شهر کلمسون ایالت کارولینای جنوبی آمریکا است. این دانشگاه بر اساس سیاست‌های اعطای زمین و دریا تشکیل شده‌است و در حال حاضر آموزش در آن به صورت مختلط انجام می‌گیرد.

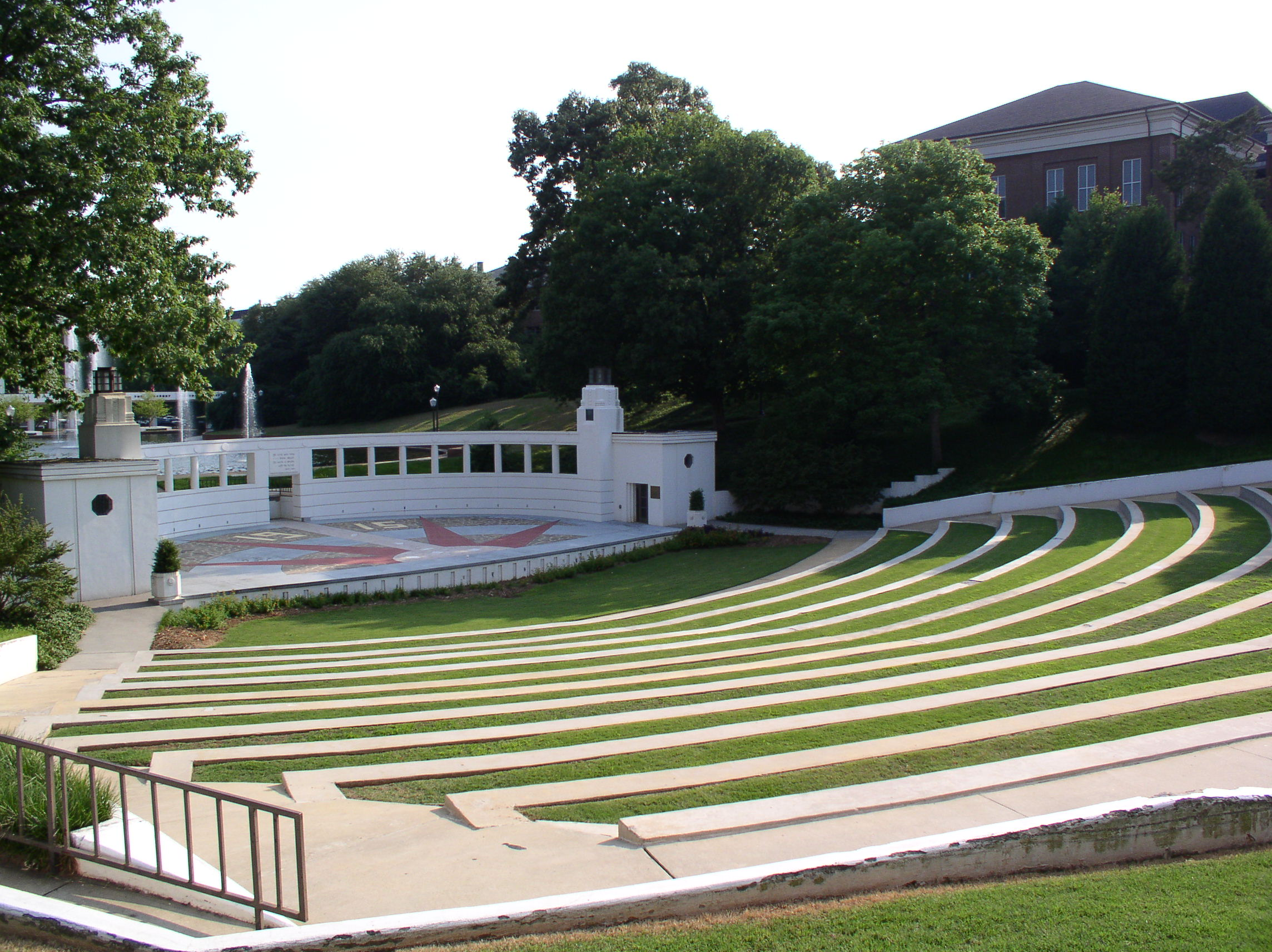
نمایی از دانشگاه

دانشگاه کلمسون در سال ۱۸۸۹ تأسیس شد و در ابتدا دارای شش دانشکده بود؛ این شش دانشکده عبارت‌اند از: ۱-دانشکده کشاورزی، جنگل‌داری و علوم زیستی ۲-دانشکده معماری، هنر و علوم انسانی ۳-دانشکده کسب‌وکار و علوم رفتاری ۴-دانشکده مهندسی و علوم ۵-دانشکده بهداشت و روانشناسی رشد ۶-دانشکده آموزش و پرورش. طبق آمار نیم‌سال پاییز سال ۲۰۱۵، در دانشگاه کلمسون ۱۸٬۰۱۶ دانشجوی دوره کارشناسی و ۴٬۶۸۲ دانشجوی تحصیلات تکمیلی با نسبت دانشجو به استاد ۱۶ به یک مشغول به تحصیل بوده‌اند. هزینه ثبت نام و تحصیل برای هر دانشجوی بومی در حدود ۱۳٬۸۸۲ دلار و برای هر دانشجوی غیربومی در حدود ۳۲٬۸۰۰ دلار است. طبق رتبه‌بندی یواس نیوز اند ورلد ریپورت، دانشگاه کلمسون حائز رتبه ۲۹-ام در میان تمامی دانشگاه‌های دولتی است. همچنین از منظر سطح پژوهش‌های دانشگاهی، دانشگاه کلمسون در سطح «بالاترین سطح پژوهشی» دانشگاه‌ها قرار دارد.

## تاریخچه
توماس گرین کلمسون، مؤسس دانشگاه، در سال ۱۸۳۸ و پس از ازدواج با آنا ماریا کلهون، دختر جان سی. کلهون (سناتور مشهور آمریکایی و هفتمین نخست‌وزیر آمریکا)، در بخش‌های کوهپایه‌ای کارولینای جنوبی ساکن شد. در سال ۱۸۸۸ و پس از مرگ کلمسون، بیش‌تر اموال او که از همسرش به ارث رسیده بود، برای تأسیس مرکزی برای آموزش علوم کشاورزی و رشته‌های فنی-مهندسی به ساکنان کارولینای جنوبی اختصاص داده شد. کلمسون این تصمیم را با تأثر از شهردار آینده کارولینای جنوبی، یعنی بنجامین تیلمان، گرفته بود. تیلمان نیز به سختی مجلس عوام ایالت کارولینای جنوبی را متقاعد کرد تا یک مؤسسه آموزش کشاورزی برای کل ایالت احداث شود.
کلمسون در وصیت‌نامه خود به‌طور مشخص ذکر کرده بود که وی خواهان تأسیس مؤسسه‌ای با الگوبرداری از دانشگاهی که امروزه دانشگاه ایالتی می‌سی‌سی‌پی نامیده می‌شود، است.
خواست من بر این است تا این مؤسسه تحت نظارت و مدیریت جمعی از افرادی امین، که مشخصات آن‌ها در سطرهای بعدی ذکر می‌شود، باشد و این مؤسسه تا جای ممکن با الگوبرداری از دانشکده کشاورزی می‌سی‌سی‌پی ساخته شود.
در نوامبر ۱۸۸۹ شهردار کارولینای جنوبی، جان پیتر ریچاردسون دوم، سند تأسیس دانشکده کشاورزی کارولینای جنوبی را امضا کرد؛ پس از آن نیز کمک هزینه‌های دولت فدرال طبق سیاست‌های اعطای زمین برای راه‌اندازی مراکز پژوهشی در زمینه کشاورزی که به قوانین موریل معروف هستند، به دانشگاه اختصاص یافت.
دانشکده کشاورزی کلمسون به‌طور رسمی در ژولای ۱۸۹۳ و با نام‌نویسی از ۴۴۶ دانشجو آغاز به کار کرد. در ابتدا، کلمسون صرفاً یک مدرسه نظامی پسرانه برای سفیدپوستان بود. در نهایت در سال ۱۹۵۵، وضعیت دانشجویان به صورت دانشجوی شهری درآمد و مباحث آموزشی به صورت مختلط ارائه شد.
در سال ۱۹۶۳ نخستین دانشجوی آمریکایی-آفریقایی در دانشگاه کلمسون پذیرش گرفت؛ این دانشجو هاروی گانت، شهردار آینده کارولینای شمالی بود. در سال ۱۹۶۴ با گسترش ارضی و برنامه‌های آموزشی کلمسون، نام دانشکده کلمسون به دانشگاه کلمسون تغییر یافت.

## مباحث آکادمیک

### نحوه پذیرش در دوره کارشناسی
بر اساس شاخص‌های مؤسسه کارنگی، دانشگاه کلمسون در رده «دانشگاه‌های پر متقاضی» دسته‌بندی می‌شود؛ چراکه این دانشگاه در سال ۲۰۰۶ کم‌تر از ۵۵ درصد متقاضیان ورود به دانشگاه خود را پذیرفت.
برای پذیرش در دوره کارشناسی ۴ ساله، دانشگاه کلمسون تأکید فراوانی برداشتن پایه تحصیلاتی قوی در دوره دبیرستان و نمره‌های قابل قبول در آزمون‌های استانداردی نظیر SAT و ACT دارد. همچنین رتبه دانش‌آموز در کلاس، فعالیت‌های خارج از مدرسه و نوشتن بیانیه شخصی (Personal Statement) نیز مورد توجه دانشگاه است. در سال ۲۰۱۰ میانگین نمره SAT دانشجویان پذیرفته شده ۱۲۲۰ و معدل آن‌ها ۳/۹۹ بود. همچنین بنا به آمار، سال ۲۰۰۸ یکی از رقابتی‌ترین سال‌ها برای ورود به دانشگاه کلمسون به‌شمار می‌رود.
به‌طور متوسط دانشگاه کلمسون بالغ بر ۱۵٬۰۰۰ متقاضی برای ورود به دانشگاه دارد و این در حالی است که این دانشگاه در هر سال، تنها ظرفیت پذیرش ۲٬۸۰۰ دانشجوی تازه‌وارد را دارد. همچنین به دلیل وضع قوانین حمایتی برای ورود دانشجویان بومی به دانشگاه، رقابت برای دانشجویان غیربومی بسیار شدیدتر است؛ از میان بیش از ۱۵٬۰۰۰ متقاضی ورود به دانشگاه، نزدیک به ۱۰٬۰۰۰ نفر آن‌ها متقاضیان خارج از ایالت کارولینای جنوبی هستند که از این بین تنها ۱٬۰۰۰ نفر آن‌ها پذیرفته می‌شوند.

### رتبه‌بندی دانشگاهی و مباحث پژوهشی
هدف دانشگاه کلمسون قرارگیری در میان ۲۰ دانشگاه برتر دولتی آمریکا است. برای نیل به این هدف دانشگاه ارتقای برنامه‌های تحصیلات تکمیلی خود را در کنار تأکید بر کیفیت آموزش در دوره کارشناسی مد نظر قرار داده‌است. دانشگاه کلمسون با رشدی تدریجی موفق شد تا رتبه خود را در میان دانشگاه‌های دولتی در طی سال‌های ۲۰۰۵ تا ۲۰۰۸ به ترتیب از ۳۴ به ۳۰، ۲۷ و ۲۲ (بر اساس نظام رتبه‌بندی یواس نیوز اند ورلد ریپورت) برساند. در سال ۲۰۱۲ و ۲۰۱۵ نیز دانشگاه کلمسون به ترتیب حائز رتبه ۲۵-ام و ۲۱-ام شد.
لازم به یادآوری است که افرادی نیز تلاش‌ها و موفقیت‌های دانشگاه کلمسون را در راستای بهبود رتبه زیر سؤال برده‌اند؛ در سال ۲۰۰۹، در اظهار نظری منتسب به یکی از متولیان دانشگاه فاش شد که دانشگاه کلمسون با دست‌کاری ابعاد کلاس‌ها و افزایش تصنعی دست‌مزد اعضای هیئت علمی توانسته‌است تا در رتبه‌بندی یواس نیوز اند ورلد ریپورت پیشرفت داشته باشد. البته چندی بعد این فرد برخی از اظهاراتش را تکذیب و دانشگاه نیز به کل انجام هرگونه عمل خلافی را از جانب خود رد کرد.
در سال ۲۰۰۸ اقتصاددان مشهور، رابرت تولیسون، به اعضای هیئت علمی کلمسون پیوست. وی که شخصیت برجسته‌ای در رشته خود به‌شمار می‌رود، با راه‌اندازی چندین برنامه دوره دکترای جدید و بین رشته‌ای از جمله دوره بلاغت زبانی، ارتباطات و طراحی اطلاعات (RCID) و برنامه‌ریزی، طراحی و ساخت‌وساز محیط‌زیست (رشته‌ای شبیه به رشته طراحی و برنامه‌ریزی محیط‌زیست) توانست تا سطح آموزشی دوره تحصیلات تکمیلی را به طرز چشم‌گیری ارتقا دهد. همچنین دوره کارشناسی ارشد حفاظت از تاریخ به صورت مشترک با دانشکده چارلزتون نیز از دیگر برنامه‌های بدیع دانشگاه کلمسون است.
در حال حاضر بیش‌ترین تمرکز دانشگاه در زمینه پژوهشی بر روی «مرکز بین‌المللی تحقیقات خودروی دانشگاه کلمسون (CU-ICAR)» است. لازم است ذکر شود که سال‌ها از ارائه رشته مهندسی خودرو به‌طور مستقل در دانشکده مهندسی می‌گذرد و دانشگاه کلمسون در این رشته جزء ۱۰ دانشگاه برتر جهان شناخته می‌شود. مرکز CU-ICAR یکی از پردیس‌های پژوهشی دانشگاه کلمسون به‌شمار می‌رود که در زمینی به مساحت ۱۰۱ هکتار و در منطقه گرین‌ویل کارولینای جنوبی واقع شده‌است. همچنین دوره‌های کارشناسی ارشد و دکترای رشته مهندسی خودرو نیز در این پردیس ارائه می‌شود. همچنین شرکت ب‌اِم‌و آلمان نیز یک مرکز تحقیقات فناوری اطلاعات در این پردیس احداث کرده‌است. از دیگر سرمایه‌گذاران در این پردیس می‌توان به مایکروسافت، آی‌بی‌اِم، بوش، تیمکن و میشلن اشاره کرد. لازم است ذکر شود که شرکت‌های یاتاقان‌سازی تیمکن و انجمن مهندسان خودروی آمریکا در این پردیس دارای دفتر رسمی هستند.

## دانشجویان ایرانی
جمعیت ایرانیان شاغل به تحصیل در این دانشگاه در سال ۲۰۱۵ در حدود ۷۰ نفر بوده‌است.